# 신위안향

신위안 향의 위치

신위안향(한국어: 신원향, 중국어: 新園鄉, 병음: Xīnyuán Xiāng)은 중화민국 핑둥 현의 향이다. 넓이는 38.3109km2이고, 인구는 2015년 8월 기준으로 36,328명이다.

## 지리
신위안 향은 핑둥 현 서부 연안 지구에 위치해, 북쪽은 완단 향과 서쪽은 가오슝 현 린위안 향과 동쪽은 칸딩 향과 동남쪽은 둥강 진과 각각 접하고, 남쪽은 타이완 해협에 접하고 있다. 핑둥 평원 서부에 위치하고 있고, 가오핑시(高屏溪) 및 둥강시(東港溪)의 충적에 의해 형성되었다. 동부의 리위 산(鯉魚山) 부근 이외에 지세는 평탄하다.

## 역사
신위안 향의 지명의 유래에는 2가지 설이 있다. 하나는 명말 청초에 복건으로부터의 이민자인 황상방, 소발현 등 4명이 민중을 인솔해 이곳을 개간해, 담수계의 논두렁에 새로운 가옥·택지를 마련한 것에서 '신원'이 되었다고 하는 것이고, 다른 설로는 옛날에는 관개 시설이 갖추어지지 않은 이곳에, 한족이 논을 전(田), 밭을 원(園)으로 부른 것에서, 새롭게 개간된 밭이라는 의미로 '신원'이라고 명명되었다는 것이다.
1920년의 타이완 지방제 개편 때, 이곳에 신엔 장(新園庄)이 설치되어 다카오 주 도코 군의 관할이 되었다. 전후에는 핑둥 현 신위안 향이 되었고, 1950년에 칸딩 지구가 칸딩 향으로 분할되어 현재에 이르고 있다.